# Історія, яку варто почути
«Історія, яку варто почути» — книга українського лікаря-інфекціоніста та військового медика Євгена Дубровського, яка розповідає про героїчний подвиг захисників Авдіївки під час повномасштабного російського вторгнення в Україну. Видання базується на щоденникових записах автора, які він вів під час своєї служби в складі 110-ї окремої механізованої бригади ЗСУ. Книга є документальною розповіддю про армійські будні, бойові дії, переживання та подвиги солдатів, які обороняли Авдіївку, написаною в художньому стилі.

## Зміст
Книга складається з особистих спостережень та емоційних роздумів автора, який служив військовим лікарем на передовій. У ній відверто описані важкі умови служби, героїзм простих солдатів, їхні радості та втрати. Євген Дубровський згадує своїх побратимів, багато з яких загинули або були поранені, і підкреслює важливість пам’яті про їхній внесок у боротьбу за незалежність України.
Автор не ставить собі за мету давати поради чи закликати до дій. Натомість він розповідає про свій вибір і досвід, щоб нагадати суспільству про ціну, яку платять захисники за мирне майбутнє. Книга написана простою художньою мовою, що дає змогу читачеві зануритися у фронтову атмосферу та відчути емоції героїв.

## Історія створення
Ідея книги виникла під час ведення щоденника, який Євген Дубровський почав писати на початку повномасштабної війни. Спочатку записи призначалися для особистого використання, але згодом автор вирішив опублікувати їх, щоб зберегти пам’ять про подвиги своїх побратимів. Книга була підтримана військовими та цивільними читачами, які відзначили її відвертість та важливість.

## Перевидання
24 лютого 2025 року, у день третіх роковин російського повномасштабного вторгнення, Видавничий дім «Академперіодика» підготував та надрукував третє видання, перероблене та доповнене, зокрема, фотографіями побратимів і самого автора — лікаря Дубровського.  Ексклюзивний ілюстрований тираж було видано за державні кошти у межах загальноакадемічної серії "Наука для всіх" для безоплатного поширена по бібліотеках України як суспільно значущого науково-популярного видання. В Національній науковій медичній бібліотеці України відбулася урочиста презентація, на яку були запрошені реальні персонажі книги – військовослужбовці 110-ї окремої механізованої бригади ЗСУ, захисники Авдіївки.

## Нагороди
20 вересня 2024 року книга була нагороджена Всеукраїнською літературною премією імені Михайла Коцюбинського в номінації «Художня проза».